# KkStB 62 sorozat
A kkStB 62 sorozat egy szertartályosgőzmozdony-sorozat volt a cs. kir. osztrák Államvasutaknál (k.k. österreichisen Staatsbahnen, kkStB), amely mozdonyok eredetileg a Kronprinz Rudolf-Bahntól  (KRB) és a Dniester Staatsbahntól származtak.
A KRB nyolc db háromcsatlós szertartályos mozdonyt állított szolgálatba 1872-ben. A mozdonyokat a Krauss müncheni gyára szállította. A mozdonyok belsőkeretes külső vezérlésűek voltak.
Nagyon hasonló mozdonyokat rendelt a Dniester Saatsbahn is 1872-ben, melyeknek 1 és 2 pályaszámokat adott.
A kkStB a vasúttársaságok államosításakor a KRB eredetű mozdonyokat a 62 sorozat 01-08 pályaszámai alá, a Dniester Staatsbahn eredetűeket pedig előbb a 6001-6002 pályaszámok, majd 1892-ben a 62 sorozat 09-10 pályaszámai alá osztotta be.
Az első világháború után még három mozdony került BBÖ állományba mint BBÖ 62 sorozat, ahol 1930-ig selejtezték őket.

## Fordítás
- Ez a szócikk részben vagy egészben  a   kkStB 62 című német Wikipédia-szócikk fordításán alapul.  Az eredeti cikk szerkesztőit annak laptörténete sorolja fel. Ez a jelzés csupán a megfogalmazás eredetét és a szerzői jogokat jelzi, nem szolgál a cikkben szereplő információk forrásmegjelöléseként. Az eredeti szócikk forrásai szintén ott találhatóak.